# Pinky and Perky
Pinky and Perky är ett animerat barnprogram som ursprungligen sändes i BBC One med premiär år 1957. En ny datoranimerad version av programmet hade premiär år 2008.

## Originalserien
Titeln syftar på seriens två huvudkaraktärer; två marionettdockor vid namn Pinky och Perky. Det var från början tänkt att Perky skulle heta Porky, men namnet medförde vissa problem så därför ändrades det till Perky. De skapades av två immigranter från Tjeckoslovakien, Jan och Vlasta Dalibor. Karaktärerna Pinky och Perky består av två grisar eftersom grisen ansågs vara en symbol för lycka i det gamla Tjeckoslovakien. Dockorna, vars rörelser var väldigt begränsade, var väldigt lika varandra till utseendet. Pinky var klädd i rött och Perky i blått, men då serien spelades in i svartvitt blev det ändå svårt att skilja dem åt så därför fick Perky ofta bära hatt. 
Pinky och Perky pratade och sjöng med höga röster, vilka skapades genom att använda förinspelat tal och sång som spelades upp med dubbel så hög hastighet som användes vid inspelningen och för sången stod Mike Sammers (som även anlitades för andra barnprogram, exempelvis för originalversionen av The Chipmunks under början av 1960-talet). Pinky och Perky framförde ofta coverversioner av populära låtar, men de hade även en egen signaturmelodi med titeln We Belong Together. 
De hade sin egen fiktiva TV-kanal "PPC TV". De framförde humoristiska sketcher där även människor medverkade. Skådespelaren John Slater samarbetade med dem under flera år och när han medverkade så brukade Pinky och Perky spruta vatten på honom med vattenpistoler och sådana saker. Andra mänskliga medarbetare var bland andra Roger Moffat, Jimmy Thompson, Bryan Burdon och Fred Emney.
Under seriens gång gästades Pinky och Perky av andra dockor som exempelvis The Beakles (vilket var en parodi på The Beatles), Topo Gigio, vilket var en mus som medverkade i många avsnitt och även en grishona dök upp ibland. Andra dockor som medverkade var Ambrose Cat, Basil Bloodhound, Betie Bonkers the Baby Elephant, Conchita the Cow, Horace Hare och Vera Vixen.
Pinky och Perky medverkade även i många amerikanska TV-program. De gästade många avsnitt av The Ed Sullivan Show, där de i ett avsnitt gästade programmet tillsammans med The Beatles och Morecambe and Wise (år 1967). 
De två grisarna hade även andra egna serier som exempelvis Pinky and Perky's Pop Parade och Pinky and Perky's Island under elva år fram till 1968 på BBC, innan BBC övergick till ITV år 1971. Därefter fick de genomgå vissa förändringar. Inga verkliga människor medverkade längre, de framförde inga sketcher och avsnitten utgjordes inte längre av berättelser över huvud taget. Istället skulle de dansa och mima till musik, exempelvis låtar av Petula Clark. I denna version av serien avslutades varje avsnitt med att Pinky och Perky sjöng The Scaffold's låt "Thank U Very Much". Karaktärerna pratade inte längre, utom några få repliker som alltid användes i varje avsnitt:
"Who's going to say it?"
"Oh, let me!"
"No! I want to!"
"Alright, then, let's do it together! Ready - MUCH!"

## Andra program och framträdanden
Under 1990-talet blev de smått populära igen tack vare det kortlivade barnprogrammet The Pig Attraction.
I november 2008 hade en ny, datoranimerad version av The Pinky and Perky Show premiär på BBC One. Det har spelats in 52 avsnitt vars speltid är på omkring 13 minuter vardera. Några av de gamla karaktärerna finns kvar i den nya serien, exempelvis Vera Vixen (som ofta försöker göra sig av med de två grisarna) och Morton Frog (som jobbar i ett kontrollrum). Men i den nya serien har det även introducerats några nya karaktärer, som katten K.T. som är en slags föreståndare, säkerhetsvakten Wilberforce som kommer med dåliga idéer till grisarnas program, och pudlarna Tara och Tamara som jobbar i receptionen och ofta missuppfattar Pinky och Perkys namn. Serien gästas också ofta av olika "kändisar" som parodierar andra kändisar eller kända karaktärer - exempelvis har de gästats av "Dr. Roo" (Doctor Who) och Harry Trotter (Harry Potter). 
År 2009 släpptes en samling avsnitt på DVD. Samlingen, som fått titeln Licence to Swill, innehåller både datoranimerade versioner av gamla avsnitt och åtta avsnitt från den nya serien. 
Pinky och Perky har även släppt en rad LP-skivor, singlar och EP.

## Diskografi i urval

### Singlar
- 1958 - Tom Dooley/The Velvet Glove
- 1959 - Does Your Chewing Gum Lose Its Flavour (On The Bedpost Overnight?)/The Little Mountaineer (Il Piccolo Montanaro)
- 1960 - Clinkerated Chimes/Cradle Of Love
- 1961 - The Valley of Christmas Trees/I Saw Mommy Kissing Santa Claus
- 1963 - The Ice-Cream Man/Volare
- 1963 - When the Saints Go Marching In/Nursery Romp
- 1965 - Hole In My Bucket/Glow Worm
- 1968 - Those Magnificent Men in Their Flying Machines/Yellow Submarine
- 1971 - Pushbike Song/Jack-In-The-Box
- 1972 - The Grand Old Duke of York/London Bridge is Falling Down
- 1974 - Ma (He's Making Eyes At Me)/High Hopes
- 1975 - Oh Boy/Sing Baby Sing
- 1993 - Reet Petite/It Only Takes a Minute Girl

### EP
- 1959 - Pinky and Perky's Party Sing-Song
- 1960 - Children's Choice with Pinky and Perky
- 1961 - Children's Favourites with Pinky and Perky
- 1961 - Christmas with Pinky and Perky
- 1963 - Pinky and Perky Down on the Farm
- 1965 - Pinky and Perky's Beat Party
- 1965 - Pinky and Perky in Outer Space
- 1967 - Pinky and Perky's Summer Holiday
- 1968 - Coming Your Way

### LP
- 1963 - Pinky and Perky's Melodymaster
- 1968 - Pinky and Perky's Hit Parade
- 1969 - Christmas with Pinky and Perky
- 1970 - Pinky and Perky's Nursery Rhymes
- 1971 - Pinky and Perky's Hit Parade No. 2
- 1973 - Pinky and Perky's Hit Parade No. 3
- 1975 - Pinky and Perky's Pop Parade
- 1993 - The Pig Attraction

## Kulturella referenser
- Pinky och Perky omnämns i Richard Thompsons låt Let It Blow, vilket är den första låten på hans album Front Parlour Ballads från 2005[28].
- Pinky och Perky medverkar i ett avsnitt av TV-serien The Goodies[29].
- De omnämns i filmen The Bank Job från 2008[30].
- I Call The Midwife, en serie på BBC, pratar en sjuksköterska om dem med en patient[31].
- I ett avsnitt av TV-serien Red Dwarf refererar karaktären Arnold Rimmer till Skutters som "Pinky and smegging Perky"[32].
- I TV-serien The Good Life adopterar karaktärerna Barbara och Tom Good två grisar vid namn Pinky och Perky[33].
- I TV-programmet Top Gear kallar James May sina medarbetare Jeremy Clarkson och Richard Hammond för Pinky och Perky[34].
- I Nick Hornbys roman Om en pojke från 1998 besöker huvudkaraktären Will en skivaffär, Championship Vinyl, för att leta efter en skiva då han hör en attraktiv kvinna fråga efter en skiva med Pinky och Perky, men expediten möter henne med förakt. Några dagar senare tror Will att han ser kvinnan igen, den här gången på ett café, och försöker göra intryck på henne genom att säga "Jag gillar Pinky och Perky", men sen inser han att det inte är samma kvinna han sett i skivaffären[35].